# Cubati
Cubati est une ville brésilienne du centre de l'État de la Paraíba.
Sa population était estimée à 6 356 habitants en 2007. La municipalité s'étend sur 137 km2.